# Cryptoserphus longitarsis
Cryptoserphus longitarsis is een vliesvleugelig insect uit de familie van de Proctotrupidae. De wetenschappelijke naam van de soort is voor het eerst geldig gepubliceerd in 1858 door Thomson.